# Bertram di Metz
Bertram, o Bertoldo (... – Metz, 6 aprile 1212), fu vescovo di Metz dal 1179 o 1180 al 1212.
Proveniva dalla nobiltà sassone, rinomato per le sue competenze in diritto civile e diritto canonico, e come teologo.

## Biografia
Ebbe la propria formazione clericale a Colonia, dove fu canonico di San Gereone intorno al 1170, poi arcivescovo di Brema e Amburgo nel giugno 1178.
Come molti altri vescovi dell'Impero, era strettamente coinvolto negli affari politici. Nel marzo 1179 si recò a Roma presso papa Alessandro III per chiedergli di consacrarlo vescovo onde partecipare al Terzo Concilio Lateranense. Lungo il percorso si fermò a Worms presso l'imperatore Federico Barbarossa che lo proclamò vescovo. A Roma, il papa, amico di Enrico il Leone, rifiutò la consacrazione, ma alla fine lo nominò alla diocesi di Metz. Il 25 gennaio 1180 Bertram compare per la prima volta nei testi con il titolo di vescovo eletto, nell'ambito dell'entourage dell'imperatore a Würzburg.
Nel 1186, dopo che ebbe ricevuto a Metz l'arcivescovo di Treviri Fulmaro (e recatosi al Concilio di Mouzon convocato da questi a metà febbraio 1187), l'imperatore gli inviò il ministeriale Werner di Bolanden con l'ordine di esautorarlo e di confiscare i beni suoi e del vescovado. Bertram fuggì a San Gereone, e ritornò a Metz solo dopo la partenza del Barbarossa per la Terra santa nel giugno 1189. Questo episodio indebolì definitivamente la sua capacità d'azione a Metz.
Il suo episcopato fu segnato dagli sforzi per riprendere il controllo del vescovado, e in particolare degli aspetti temporali. Nella città sede vescovile lottò contro il controllo dei patrizi sul governo urbano. Appena confermato, promulgò il 21 marzo 1180 un'importante carta, nella quale si stabilivano le condizioni per l'elezione annuale del mastro scabino. Un altro statuto del 1197 istituiva l'amandellerie, un ufficio vicino a quello di notaio, adibito a registrare le transazioni tra privati, con valore probatorio: è probabile che lo scopo di questa istituzione, simile a quella che Bertram aveva conosciuto a Colonia, fosse ancora una volta quello di aggirare i patrizi titolari del sigillo cittadino. Tali atti, sotto forma di registri, erano conservati in archivi nelle varie chiese parrocchiali della città; ogni parrocchia eleggeva due amans, membri deputati alla stesura degli atti e alla loro conservazione.
Fu anche in questa logica di ristabilimento del potere episcopale che fece costruire a Vic-sur-Seille a partire dal 1181, una casaforte, che sarebbe diventata nel corso del XIII secolo la residenza dei vescovi cacciati dalla propria sede in virtù dall'autonomia acquisita dalla città di Metz. Allo stesso modo, nel 1184, Bertram intervenne contro le malversazioni dei disonesti amministratori dei beni dell'abbazia dei Benedettini di Bouzonville.
Nel 1199 accettò che la sua firma apparisse nella dichiarazione dei principi di Spira.
Durante il suo episcopato fu creato a Metz il Consiglio dei XIII, composto da membri della comunità, che divenne gradualmente l'organo principale del governo municipale; Bertram li riconobbe nel 1207 citandoli come testimoni in una carta, ma l'istituzione non era di volontà episcopale.
Nel 1211, su ordine di papa Innocenzo III, Betram organizzò con l'abate di Clairvaux una caccia contro i valdesi, lettori della Bibbia in lingua volgare. Tutte le Bibbie rinvenute furono bruciate, ma l'operazione non ebbe grande successo, perché i valdesi erano protetti da influenti borghesi. Già nel 1199 il Papa aveva scritto una lettera agli abitanti di Metz, vietando loro di leggere una versione tradotta della Bibbia.
Malato dal 1210, firmò il suo ultimo atto il 25 marzo 1211 e morì il 6 aprile 1212 . È sepolto nella cappella di Notre-Dame-la-Tierce della cattedrale di Metz; la sua tomba e il suo epitaffio restaurato furono scoperti nel dicembre 1914 durante alcuni lavori.